# ديفيد مارك بيرغر
ديفيد مارك بيرغر (بالعبرية: דוד ברגר‏) (24 مايو 1944 - 6 سبتمبر 1972) لاعب رفع أثقال أولمبي إسرائيلي احتجز ضمن أحد عشر أولمبيا إسرائيليا كرهائن وقتل على يد المجموعة الفلسطينية أيلول الأسود خلال عملية ميونيخ في دورة الألعاب الأولمبية الصيفية 1972 في ميونيخ بألمانيا الغربية. ولد بيرغر وترعرع في الولايات المتحدة وكان محاميا عن طريق التعليم وهاجر إلى إسرائيل بعد مشاركته في ألعاب مكابيه 1969.

## النشأة والنجاح الرياضي
ولد بيرغر في كليفلاند بولاية أوهايو وكانت والدته دوروثي بيرغر (سابقا دافيدسون) وكان والده الطبيب بنيامين بيرغر. تخرج بيرغر من مدرسة شاكر هايتس الثانوية في عام 1962. التحق بجامعة تولين في نيو أورليانز في الفترة من 1962 إلى 1966 حيث كان طالبا حيث استمر في تدريب رفع الأثقال في نادي نيو أورليانز الرياضي. في حين كان في سنته الأولى في جامعة تولين فاز ببطولة رفع أثقال الرابطة الوطنية لرياضة الجامعات في فئة 148 رطل. حصل بيرغر على بكالوريوس علم النفس من تولين في عام 1966. حصر على ماجستير إدارة الأعمال من جامعة كولومبيا في نيويورك في عام 1969. بينما كان يدرس فقد واصل بيرغر تكريس وقته للتدرب على رفع الاثقال في جمعية الشبان المسيحية في وسط مدينة نيويورك والتنافس في وزن الخفيف. قال والده بنيامين: كنت أقول له قد لا تكون أفضل لاعب في رفع الأثقال في العالم ولكن كنت بالتأكيد الأذكى!
بعد فوزه بميدالية ذهبية في مسابقة رفع الأثقال المتوسطة الوزن في ألعاب مكابيه 1969 هاجر بيرغر إلى إسرائيل وكان يعتزم فتح مكتب قانوني في تل أبيب بعد إكمال خدمته العسكرية الإلزامية. استمر في المشاركة في مسابقات رفع الأثقال وحصل على الميدالية الفضية في بطولة آسيا لرفع الأثقال 1971 وحقق حلم طويلا عندما تم اختياره لتمثيل إسرائيل في الفريق الأولمبي الإسرائيلي عام 1972. في أواخر أغسطس من ذلك العام توجه بيرغر إلى ميونيخ مع زملائه في الفريق. في 2 سبتمبر 1972 تنافس بيرغر ولكن خرج في جولة مبكرة. توفي في عملية ميونيخ بعد أربعة أيام.

## الوفاة
في وقت مبكر من صباح 5 سبتمبر 1972 أخذ الفدائيون الفلسطينيون بيرغر وخمسة من رفاقه رهائن بعد أن ضبطوا في وقت سابق ستة مسؤولين في شقة أخرى وأصيب مدرب المصارعة موشيه واينبرغ في وجهه. في حين تم نقل الرياضيين إلى الشقة الأولى تواجه واينبرغ مع المتسللين مما سمح لمصارع ذبابة الوزن جاد تسوباري بالهرب ولكن أدى إلى وفاة واينبرغ من جراء إطلاق النار. بينما دخل الرهائن المتبقون والإرهابيون إلى شقة المسؤولين حاول يوسف رومانو أيضا التغلب على المتسللين. كان رومانو قد قطع ما يقرب من النصف بنيران آلية (تركت جثته طوال اليوم تداس بأقدام الرهائن الذين كانوا مربوطين بالأسرة) وأصيب بيرغر بالرصاص في كتفه الأيسر وهو جرح شاهده المسؤولون الألمان في وقت لاحق من اليوم. يعتقد أن بيرغر الذي كان جسديا أحد أكبر الرهائن تعرض للضرب أيضا من أجل تخويف الرهائن الآخرين.
بعد المفاوضات التي جرت على مدار اليوم تم نقل الإرهابيين ورهائنهم المقيدين من القرية الأوليمبية عبر مروحية إلى قاعدة فورستنفلدبروك الجوية خارج ميونخ حيث اعتقد الإرهابيون أنهم سينقلون إلى دولة عربية ودية. بدلا من ذلك حاول حرس الحدود الألماني وشرطة ميونيخ نصب كمين للإرهابيين وتحرير الرهائن. بعد تبادل لإطلاق النار استمر ساعتان قام أحد الإرهابيين بتشغيل المروحية التي كان بيرغر يجلس فيها ورشها بنيران الرشاشات. قتل الرهائن الثلاثة الآخرون في المروحية على الفور بيد أن بيرغر لم يصب سوى بجرحين غير مميتين في ساقيه. بيد أن الإرهابي فجر قنبلة يدوية داخل المروحية مما تسبب في انفجار ضخم وإطلاق النار. وجد تشريح الجثة أن بيرغر قد توفي بسبب استنشاق الدخان. قتل الرهائن الخمسة في المروحية الأخرى بالرصاص على يد إرهابى آخر.
بينما تم نقل 10 أولمبيين إسرائيليين آخرين إلى إسرائيل ودفنهم عادت جثة ديفيد بيرغر إلى الولايات المتحدة على متن طائرة تابعة للقوات الجوية بأمر شخصي من قبل رئيس الولايات المتحدة ريتشارد نيكسون. دفن بيرغر في مقبرة مايفيلد في مسقط رأسه في كليفلاند.

## نصب تذكارية
- نصب ديفيد بيرغر التذكاري الوطني في بيتشوود بأوهايو في ذكرى بيرغر وزملائه.
- في عام 2002 أعادت نيو أورلينز تسمية ميدان المنتقمون الواقعة في منتزه أودوبون إلى ميدان ديفيد بيرغر - المنتقمون في ذكرى بيرغر وضحايا الإرهاب الآخرين.
- بيرغر جنبا إلى جنب مع عشرة آخرين من الفريق الأولمبي الإسرائيلي 1972 الذي قتل في ميونيخ تم إدراجه في قاعة فيلادلفيا الرياضية اليهودية للمشاهير.
- سميت غرفة الوزن في مدرسة شاكر هايتس الثانوية باسم بيرغر.
- تعقد بطولة رفع الأثقال ديفيد بيرغر التذكارية كل عام في قاعة الكتيبة المفقودة في ريغو بارك بكوينز بنيويورك.
- تم تسمية فصل منظمة شباب بناي باريث في كليفلاند بأوهايو تكريما له.
- تم تسمية فصل منظمة شباب بناي باريث في دالاس بتكساس تكريما له.
- تسمية شارع في عسقلان بإسرائيل تكريما له.
- جدارية ديفيد بيرغر في مدرسة شاكر هايتس الثانوية.

## وصلات خارجية
- ديفيد مارك بيرغر على موقع مشروع نتائج رفع الأثقال الدولية (الإنجليزية)
- ديفيد مارك بيرغر على موقع اللجنة الأولمبية الدولية (الإنجليزية)
- ديفيد مارك بيرغر على موقع أوليمبيديا (الإنجليزية)

- موقع ديفيد بيرغر
- موقع ديفيد بيرغر نسخة محفوظة 12 مايو 2008 على موقع واي باك مشين.